# Romain Amalfitano
Romain Amalfitano (Nice, 27 de agosto de 1989) é um futebolista profissional francês que atua como meia-atacante. Atualmente, joga no Dijon.

## Carreira
Romain Amalfitano começou a carreira no Thonon Évian.